# Suicide Season: Cut Up!
Suicide Season:Cut Up! es el primer álbum remix de la banda británica Bring Me The Horizon.Cuenta con todos los remixes de las canciones incluidas en su segundo álbum Suicide Season,y fue grabado y producido por varios músicos y productores.Fue lanzado el 2 de noviembre de 2009 en el Reino Unido.

## Información general
Se anunció el 27 de agosto de 2009 que Bring me the Horizon lanzaría una versión remezclada de Suicide Season, titulada Suicide Season:Cut Up!, En el Reino Unido el 2 de noviembre de 2009.En una entrevista con Rock Sound, Oliver Sykes dijo que la idea surgió después de que una amiga remezclara una de sus canciones.Al estar contentos con el resultado final, la banda decidió dar un paso más y conseguir la totalidad de Suicide Season remezclada.Algunos músicos y productores en el álbum son Ben Weinman de The Dillinger Escape Plan, Skrillex, Ian Watkins, Utah Saints y Shawn Crahan de Slipknot.
Oliver Sykes también dijo:

No hay una canción en la que realmente no suene como la original.Que es estupendo,aunque es la diversidad de cada canción.Hay dub-step al hip-hop, electro al drum and bass 

El 13 de abril de 2010 se lanzó al mercado una nueva versión llamada Suicide Season Cut Up Deluxe Edition en la cual cuenta con 3 Discos de contenido, uno de ellos trae la versión normal de Suicide Season, el segundo trae la versión Suicide Season:Cut Up!, y el tercero trae un concierto grabado en el 2009 en México y 4 de sus videos lanzados.

## Lista de canciones
| N.º | Título | Duración |  |
| 1.  | «The Comedown» (Robotsonics) | 5:17     |  |
| 2.  | «Chelsea Smile» (KC Blitz) | 4:12     |  |
| 3.  | «It Was Written In Blood» (Ian Watkins)                                                                                             | 4:58     |  |
| 4.  | «Death Breath» (Toxic Avenger) | 4:33     |  |
| 5.  | «Football Season Is Over» (After the Night)                                                                                         | 3:57     |  |
| 6.  | «Sleep with One Eye Open» (Tek-One)                                                                                                 | 4:41     |  |
| 7.  | «Diamonds Aren't Forever» (I Haunt Wizards)                                                                                         | 3:55     |  |
| 8.  | «The Sadness Will Never End» (Skrillex)                                                                                             | 6:03     |  |
| 9.  | «No Need for Introductions, I've Read About Girls Like You on the Backs of Toilet Doors» (Ben Weinman de The Dillinger Escape Plan) | 2:46     |  |
| 10. | «Suicide Season» (The Secret Handshake)                                                                                             | 2:56     |  |
| 11. | «Football Season Is Over» (Utah Saints)                                                                                             | 5:03     |  |
| 12. | «Sleep with One Eye Open» (Shawn "Clown" Crahan de Slipknot)                                                                        | 5:55     |  |
| 13. | «Chelsea Smile» (Travis McCoy de Gym Class Heroes)                                                                                  | 3:42     |  |
| 14. | «Suicide Season» (Outcry Collective)                                                                                                | 5:05     |  |